# Бернштейн, Юлий
Юлий (Юлиус) Бернштейн (нем. Julius Bernstein; 1839—1917) — немецкий физиолог.

## Биография
Юлий Бернштейн родился 18 декабря 1839 года в городе Берлине в семье писателя Аарона Бернштейна. Изучал медицину в Берлинском университете, который успешно окончил в 1862 году. В том же году он получил докторскую степень с диссертацией на тему о физиологии мышц.
С 1865 года Ю. Бернштейн занимал должность приват-доцента в Университете Гейдельберга, а в 1869 году занял там же кафедру физиологии в качестве экстраординарного профессора.
В 1873 году Бернштейн был назначен ординарным профессором в Университете Галле.
Юлий Бернштейн прежде всего известен своими трудами по физиологии нервной системы и об электрических явлениях в нервах и мышцах; его капитальнейшим трудом считается «Untersuchungen über den Erregungsvorgang im Nerven- und Muskelsystem» изданный в 1871 году.
Из других работ учёного наиболее известны «Die fünf Sinne des Menschen» (1875, 2 изд. 1900) и «Lehrbuch der Physiologie», (1894, 2 изд. 1900). Кроме того, им помещено много выдающихся статей в специальных журналах.
С 1888 года Бернштейн состоит издателем и главным редактором «Untersuchungen aus dem physiologisehen Institut in Halle».
Юлиус Бернштейн умер 6 февраля 1917 года в городе Галле.
Юлий Бернштейн был женат на Софи Леви (1856-1923); в этом браке родились трое детей: художница Марта Бернштейн (1874-1955), математик Феликс Бернштейн (1878-1956) и инженер Рудольф Бернштейн (1880-1971).